# Serraria (Paraíba)
Serraria é um município brasileiro localizado na Região Geográfica Imediata de Guarabira, estado da Paraíba. Sua população em 2012 foi estimada pelo IBGE (Instituto Brasileiro de Geografia e Estatística) em 6.185 habitantes, distribuídos em 75 km² de área.